# العلاقات الأرجنتينية الصربية
العلاقات الأرجنتينية الصربية هي العلاقات الثنائية التي تجمع بين الأرجنتين وصربيا.

## مقارنة بين البلدين
هذه مقارنة عامة ومرجعية للدولتين:
| وجه المقارنة                                              | الأرجنتين                                               | صربيا                                                      |
| --------------------------------------------------------- | ------------------------------------------------------- | ---------------------------------------------------------- |
| المساحة (كم2)                                             | 2.78 مليون                                              | 88.36 ألف                                                  |
| عدد السكان (نسمة)                                         | 44.27 مليون                                             | 7.02 مليون                                                 |
| الكثافة السكانية (ن./كم²)                                 | 15.92                                                   | 79.45                                                      |
| العاصمة                                                   | بوينس آيرس                                              | بلغراد                                                     |
| اللغة الرسمية                                             | اللغة الإسبانية                                         | اللغة الصربية                                              |
| العملة                                                    | البيزو الأرجنتيني 1983 ‏، بيزو أرجنتيني، أسترال أرجنتيني | دينار صربي                                                 |
| الناتج المحلي الإجمالي (بليون دولار)                      | 637.59 مليار                                            | 41.43 مليار                                                |
| الناتج المحلي الإجمالي (تعادل القوة الشرائية) بليون دولار | 883.02 مليار                                            | 100.13 مليار                                               |
| الناتج المحلي الإجمالي الاسمي للفرد دولار أمريكي          | 13.43 ألف                                               | 5.24 ألف                                                   |
| الناتج المحلي الإجمالي للفرد دولار أمريكي                 |                                                         | 13.59 ألف                                                  |
| مؤشر التنمية البشرية                                      | 0.827                                                   | 0.771                                                      |
| رمز المكالمات الدولي                                      | +54                                                     | +381                                                       |
| رمز الإنترنت                                              | .ar                                                     | .rs، .срб ‏                                                 |
| المنطقة الزمنية                                           | 00                                                      | توقيت وسط أوروبا، ت ع م+01:00، ت ع م+02:00، أوروبا/بلغراد ‏ |

## مدن متوأمة
في ما يلي قائمة باتفاقيات التوأمة بين مدن أرجنتينية وصربية:
- ترتبط بوينس آيرس مع بلغراد باتفاقية توأمة منذ 19 مايو 1994.

## منظمات دولية مشتركة
يشترك البلدان في عضوية مجموعة من المنظمات الدولية، منها:
| علم المنظمة | اسم المنظمة                               | تاريخ انضمام الأرجنتين | تاريخ انضمام صربيا |
| ----------- | ----------------------------------------- | ---------------------- | ------------------ |
|             | مؤسسة التنمية الدولية                     | 3 أغسطس 1962           | 25 فبراير 1993     |
|             | المنظمة الهيدروغرافية الدولية             | ?                      | ?                  |
|             | مؤسسة التمويل الدولية                     | 13 أكتوبر 1959         | 25 فبراير 1993     |
|             | منظمة حظر الأسلحة الكيميائية              | ?                      | ?                  |
|             | الأمم المتحدة                             | 24 أكتوبر 1945         | 1 نوفمبر 2000      |
|             | الاتحاد الدولي للاتصالات                  | 1889                   | 1 يونيو 2001       |
|             | منظمة الشرطة الجنائية الدولية             | ?                      | ?                  |
|             | البنك الدولي للإنشاء والتعمير             | 20 سبتمبر 1956         | 25 فبراير 1993     |
|             | الاتحاد البريدي العالمي                   | ?                      | ?                  |
|             | المركز الدولي لتسوية المنازعات الاستشارية | 18 نوفمبر 1994         | 8 يونيو 2007       |
|             | وكالة ضمان الاستثمار متعدد الأطراف        | 11 فبراير 1992         | 19 مارس 1993       |
|             | يونسكو                                    | 15 سبتمبر 1948         | 20 ديسمبر 2000     |
|             | الفريق المعني برصد الأرض                  | ?                      | ?                  |
|             | مجموعة الموردين النوويين                  | ?                      | ?                  |

## وصلات خارجية
- موقع وزارة الخارجية الأرجنتينية
- موقع وزارة الخارجية الصربية